# Шраута
Шра́ута (санскр. श्रौतम् IAST: Śrautam) — консервативная ритуалистическая традиция ведийской религии в индуизме, основанная на священных писаниях шрути. Практикуется по сегодняшний день в некоторых местах в Индии и является малочисленным течением в современном индуизме. Термин «шраута» представляет собой вриддхи (производное) от «шрути», так же как смарта — от смрити.

## Классификация
Современными традициями шраута являются:
- Ригведа — Ашвалаяна и Шанкхаяна (Каушитаки)
- Самаведа — Джайминия, Каутхума, Ранаяния
- Кришна-Яджурведа — Баудхаяна, Вадхула, Манава, Бхарадваджа, Апастамбха, Хираньякешин и Вайкханаса (वैखानसः)
- Шукла-Яджурведа — Катьяяна
- Атхарваведа — Каушика и Пайппалада

## Практики
Традиция шраута основана на Ведах и придаёт большое значение ритуальным практикам, которые в основном состоят из яджн. Яджны делятся на две категории:
1. Нитья-карма
2. Камья-карма

Нитья-карма — это те яджны, которые должны проводиться ежедневно или по особым случаям. Камья-карма — это такой вид яджн, которые совершаются с определённой целью — вызывание дождя, приумножения поголовья крупного рогатого скота, обретение высокого положения в обществе или рождение сына (яджна путракамешти).

### Яджны
В Ведах описываются 400 различных видов яджн.
Одной из подкатегорий этих яджн выступают Панча-махаяджны (Пять великих яджн, смотрите «Тайттирия-араньяка» 2.10), а именно:
- Дева-яджна — состоит в предложении ахути дэвам
- Питри-яджна (IAST: Pitṛyajña) — состоит в предложении подношений душам умерших предков
- Бхута-яджна (IAST: Bhūtayajña) — состоит в предложении бали или еды определённым духам
- Манушья-яджна (IAST: Manuṣyayajña) — состоит в том, чтобы накормить гостей
- Брахма-яджна (IAST: Brahmayajña) — заключается в ежедневном повторении Вед

## Пантеон
Пантеон традиции шраута состоит из различных богов и богинь, которых называют дэвами. Они представляют различные силы природы и обожествлённые социальные понятия. Например, одним из аспектов дэвы огня Агни является пламя. В более недавнем, своеобразном толковании, пламя олицетворяет психологическую силу, силу воли, связанную с Агни, который выступает как бог воли.
Так как шраута сосредоточена на совершении ведийских ритуалов, её пантеон в основном состоит из богов «Ригведы» и отличается от обычного пуранического индуизма. Наиболее важными богами являются Агни, Индра и Сома, а также Вишведевы, Ашвины, Ушас, Сурья, Савитр, Парджанья, Рудра и Сарасвати.

## Устная традиция
Слово шраута происходит от слова шрути, которое означает «услышанное». Знание в традиции шраута передавалось устно от учителя (гуру) к ученику (шишья). Ведийские учёные начали использовать манускрипты для передачи знания Вед только в Средние века, а печатную литературу — после прихода западной филологии в Британскую Индию. Письменная передача знания была всегда второстепенной — главная роль уделялась заучиванию текстов наизусть.

## Способы повторения и пения Вед
В устной традиции Вед существуют несколько способов повторения и пения, обучение которым начинается с самхита-патхи. В данном случае патха выступает как один из способов повторения. К другим методам относятся: «пада», «крама», «джата», «мала», «шикха», «рекха», «дхванджа», «данда», «ратха», «гхана» и др.
Некоторых декламаторов Вед называют «гханапатхины» — они обучились искусству повторения текста до высокого уровня, называемого «гхана». «Патхин» означает «тот, кто освоил патху». Гханапатхины используют различные методы повторения мантр. Разные методы также используются в других способах повторения, таких как крама, джата, шикха, мала и др. Основной целью в этих методах является строгое соблюдение правил произношения — произношение каждого слога мантры должно быть безукоризненно.

## Современное положение традиции шраута
На сегодняшний день традиция шраута более всего развита в Южной Индии. Группы, принадлежащие к ней, присутствуют в штатах Тамилнад, Керала, Карнатака и Андхра-Прадеш, а также местами в Махараштре, Уттар-Прадеш и в некоторых других штатах. Наиболее известной из этих групп являются брахманы намбудири из Кералы, чьи традиции были изучены и документированы Фрицем Шталем. В современном индуизме традиция смрити гораздо более широко распространена, чем шраута. Следование одной традиции не исключает возможность практиковать другую — многие адепты смрити продолжают проводить ведийские ритуалы и яджны.
На дому принято проводить аупасану. Особое значение в традиции шраута придаётся агнихотре (того, кто проводит обряд агнихотры, называют агнихотрин (अग्निहोत्रिन् agnihotrin)), жертвоприношениям на новолуние и полнолуние, а также некоторым более сложным ритуалам.